# Кортум, Карл-Арнольд
Карл-Арнольд Кортум (нем. Carl Arnold Kortum; 5 июля 1745, Мюльхайм-ан-дер-Рур — 15 августа 1824, Бохум) — немецкий писатель.

## Биография
По профессии врач. Его многочисленные сочинения по медицине, алхимии и др. забыты, но его литературные произведения считаются более интересными, например, опубликованная без имени автора поэма «Die Jobsiade» (1784), несмотря на её плоскость и грубость. Немало способствовали распространению поэмы иллюстрации художника Газенклевера и, особенно, художника и поэта Вильгельма Буша. Другие комические поэмы Кортума: «Adams Hochzeitsfeier» (1788), «Der Märtyrer der Mode» и «Die magische Laterne». Кортум преднамеренно пользуется так называемым «Knüttelvers’ом» («дубовым стихом»).